# Mercedes-Benz G-класс
Mercedes-Benz G-класс, иногда именуемый G-Wagen (G — сокр. от нем. Geländewagen — [ɡəˈlɛːndəvaːɡn], «внедорожник») — серия полноразмерных люксовых внедорожников (автомобилей повышенной проходимости), производимых в Австрии фирмой Magna Steyr (ранее Steyr-Daimler-Puch) и продаваемых под торговой маркой Mercedes-Benz. Выпускается с 1978 года по настоящее время.
G-класс был разработан в качестве военного транспортного средства по предложению иранского шаха Мохаммеда Реза Пехлеви, в то время являвшегося акционером компании Mercedes-Benz. Гражданская версия автомобиля была представлена в 1979 году.
В отличие от иных серий транспортных средств торговой марки Mercedes-Benz, автомобили G-класса сохраняют свой уникальный внешний вид независимо от модификации, будь то заводская или высокопроизводительная от подразделения Mercedes-AMG, уже на протяжении нескольких десятилетий. Модель G3a выпускалась с 1929 по 1935 год.
В 1934 году был представлен новый прототип — Mercedes-Benz G4, тоже с колёсной формулой 6 × 4, однако оснащённый 8-цилиндровым бензиновым двигателем мощностью от 100 до 115 л. с. (в зависимости от модификации). Масса автомобиля возросла до 3,5 тонны. Модель G4 производилась с 1934 года по 1939 год.
С учётом имеющегося опыта в разработке автомобилей повышенной проходимости и грузовиков в 1972 году концерн Daimler-Benz и австрийская компания Steyr-Daimler-Puch (ныне Magna Steyr), имевшая опыт в сборке полноприводных транспортных средств, приступили к разработке нового внедорожника по настоянию иранского монарха Мохаммеда Реза Пехлеви, владевшего 18 % акций компании. Автомобиль планировалось поставлять в Иран для пограничных патрулей и в качестве внедорожника для охоты. Первоначально была надежда на привлечение Бундесвера в качестве дополнительного клиента. Некоторые из предоставленных моделей нашли там большой отклик, но в конечном счёте, по соображениям стоимости, выбор руководства Вооруженных Сил ФРГ пал на Volkswagen Iltis. Однако концерн не отказался от идеи разработки собственного внедорожника.

### Поколения

#### Первое поколение (W460, 1979—1990; W461, 1990—2001)

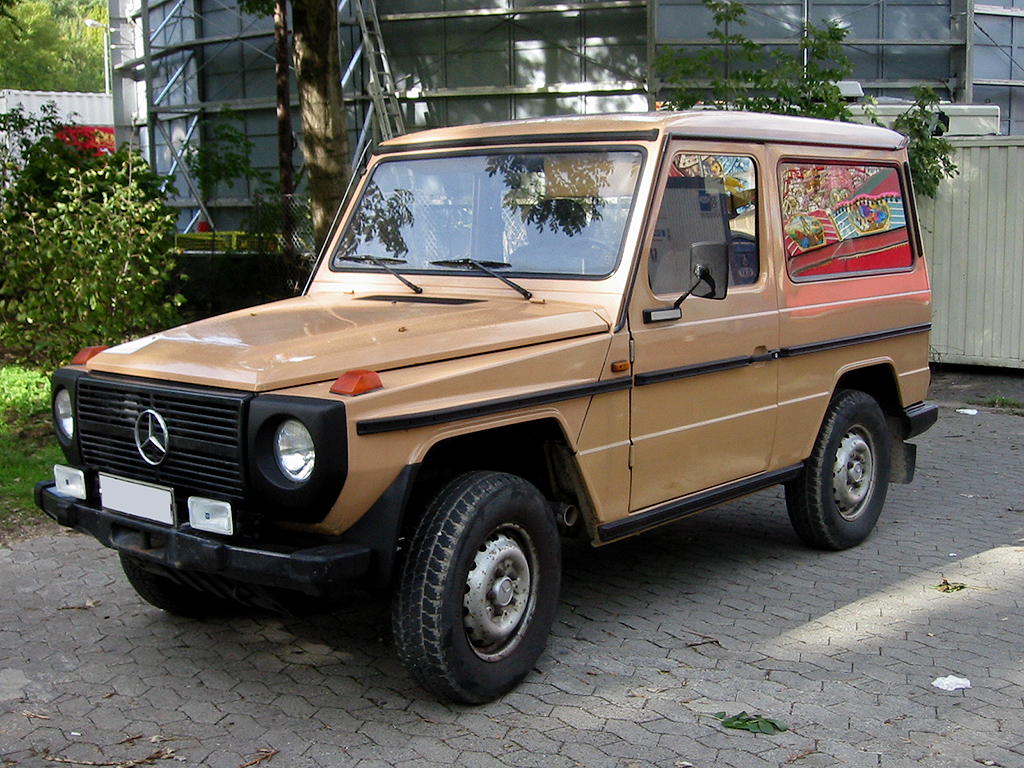
Mercedes-Benz W460

В апреле 1973 года компанией Mercedes-Benz был создан первый деревянный макет будущей модели, а уже через год был представлен металлический прототип автомобиля. 11 марта 1977 года канцлер Австрии Бруно Крайский лично заложил камни под построение нового павильона предприятий Steyr-Daimler-Puch AG в городе Грац.
В феврале 1979 года состоялись первые презентации первого внедорожника G-класса. Показы 460 серии проходили с 5 по 10 февраля на автодроме в Ле Кастелле недалеко от Марселя. На выбор покупателей был предложен модельный ряд из четырёх двигателей. Два из них были бензиновыми (230 G и 280 GE) и два — дизельными (240 GD и 300 GD). Все автомобили оборудовались четырёхступенчатой механической коробкой передач и подключаемым передним приводом. Гамма моделей включала пять вариантов кузова: открытый, трёхдверный и пятидверный универсалы, а также фургон в двух вариантах — короткобазном (2400 мм) и длиннобазном (2850 мм). Базу 2,85 м имел и пятидверный универсал. Для удовлетворения нужд военных организаций была предусмотрена возможность заказа длиннобазной модели не только с закрытыми кузовами, но как трёхдверного, так и пятидверного вариантов с брезентовым тентом. Палитра цветов была ограничена пятью: белый кремовый (нем. Crèmeweiß), пшенично-жёлтый (нем. Weizengelb), колорадский бежевый (нем. Coloradobeige), карминовый красный (нем. Karminrot), а также зелёный (нем. Agavengrün).
В ноябре 1980 года модельный ряд был дополнен закрытым микроавтобусом, для заказа были доступны две версии — длиннобазный и короткобазный универсал. Через год компания расширила список дополнительного оборудования кондиционером, лебёдкой, резервными топливными баками, жёсткой крышей для автомобиля типа «кабриолет» и защитной решёткой на фарах. Цветовая гамма окраски кузова была увеличена с 5 до 22 цветов. Появилась версия с АКПП. Объём топливного бака был увеличен на 16 литров. Мощности производства составили: 1979 год — 2801 единица, 1980 год — 7533 ед., 1981 год — 6950 ед..

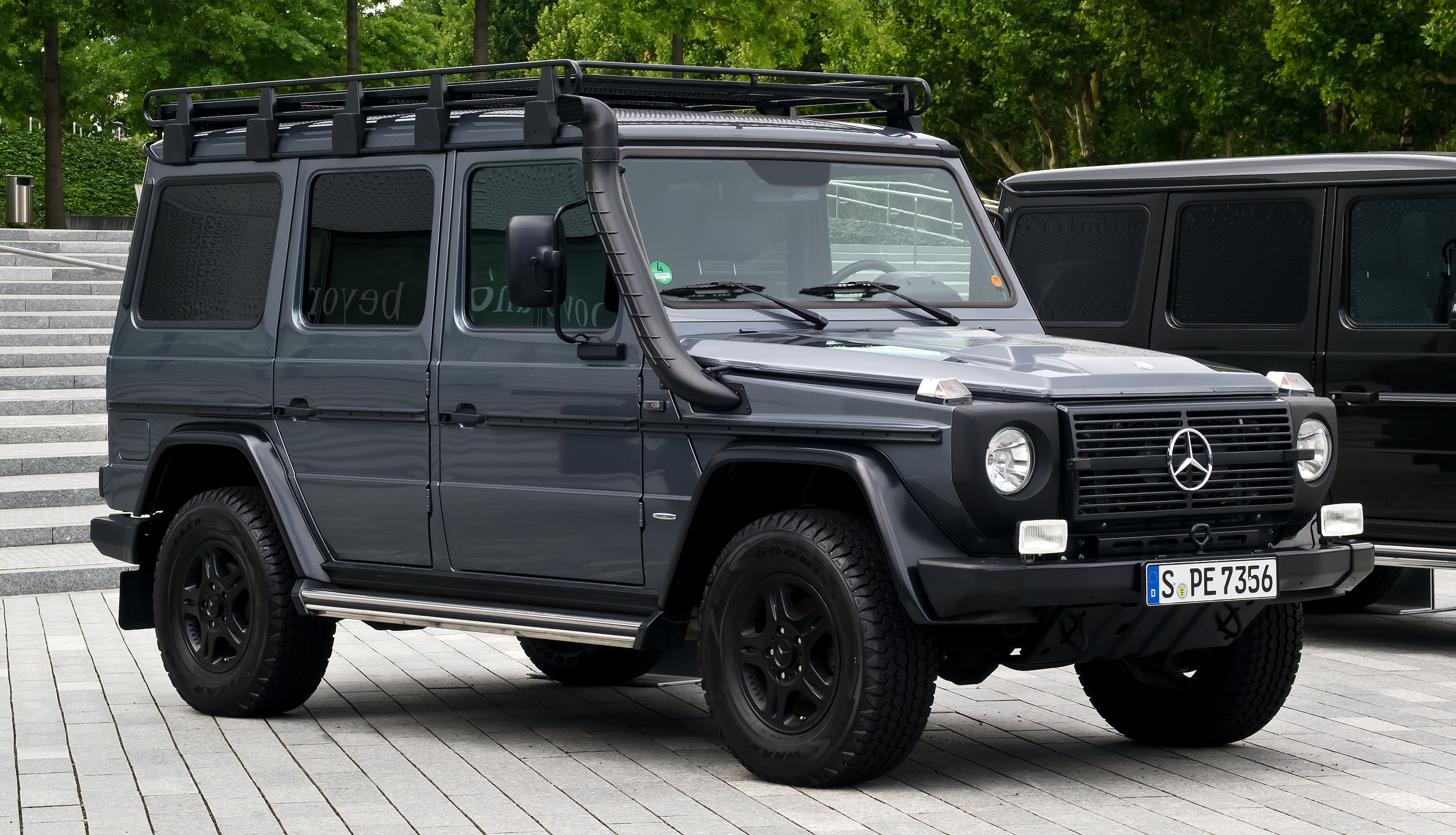
Mercedes-Benz W461

В мае 1982 года вместо 230 G стартовал выпуск модели 230 GE. Новый двигатель M102 оснастили системой впрыска бензина, благодаря чему силовой агрегат развивал мощность в 125 лошадиных сил. Мощность карбюраторного силового агрегата М115 составляла 90 и 100 л. с. в зависимости от модификации. Через год, в марте 1983 года, модель 230 GE стала предлагаться с автоматической 4-ступенчатой трансмиссией. В июле 1983 года для всех моделей стала доступна механическая 5-ступенчатая коробка передач.
Модель Mercedes-Benz 280GE участвовала в ралли Париж-Дакар. В 1982 году на старт вышло 4 экипажа: Migault-Migault, Jaussaud-Brière, Gaillard-Gauvin, Икс-Брассер. Через год участие в гонках принимало 3 экипажа: Икс-Брассер, Migault-Gauvain, Jaussaud-Da Silva. В этом же году автомобиль Mercedes-Benz 280GE № 142 под управлением Жаки Икс и Клода Брассера стал победителем ралли Париж-Дакар. В 1984 году лишь 1 экипаж вышел на старт: Jaussaud-Fontenay.
В 1985 году концерн прекратил выпуск короткобазного фургона. В это же время в стандартное оснащение автомобилей включили блокируемые дифференциалы. Через год на модели 230 GE и 280 GE в качестве опции стал доступен каталитический нейтрализатор отработанных газов. В это же время был выпущен юбилейный 50-тысячный автомобиль. Устаревший двигатель M115 окончательно заменили на M102.
В 1987 году компания провела очередную модернизацию автомобиля: появились электроприводы дверных стекол и антенны приёмника, увеличился объём топливного бака. Компания пополнила модельный ряд W460 новой модификацией 250 GD с 2,5-литровым дизельным двигателем OM602 мощностью 84 л. с. (62 кВт). В это же время руководство и инженеры Daimler-Benz приступили к разработке 463 серии.
В 1989 году в честь 10-летия модели была выпущена модификация 230 GE Classic. Отличие ограниченной серии количеством в 300 экземпляров состояло в окраске кузова в цвет металлик и расширенный список стандартного оснащения.

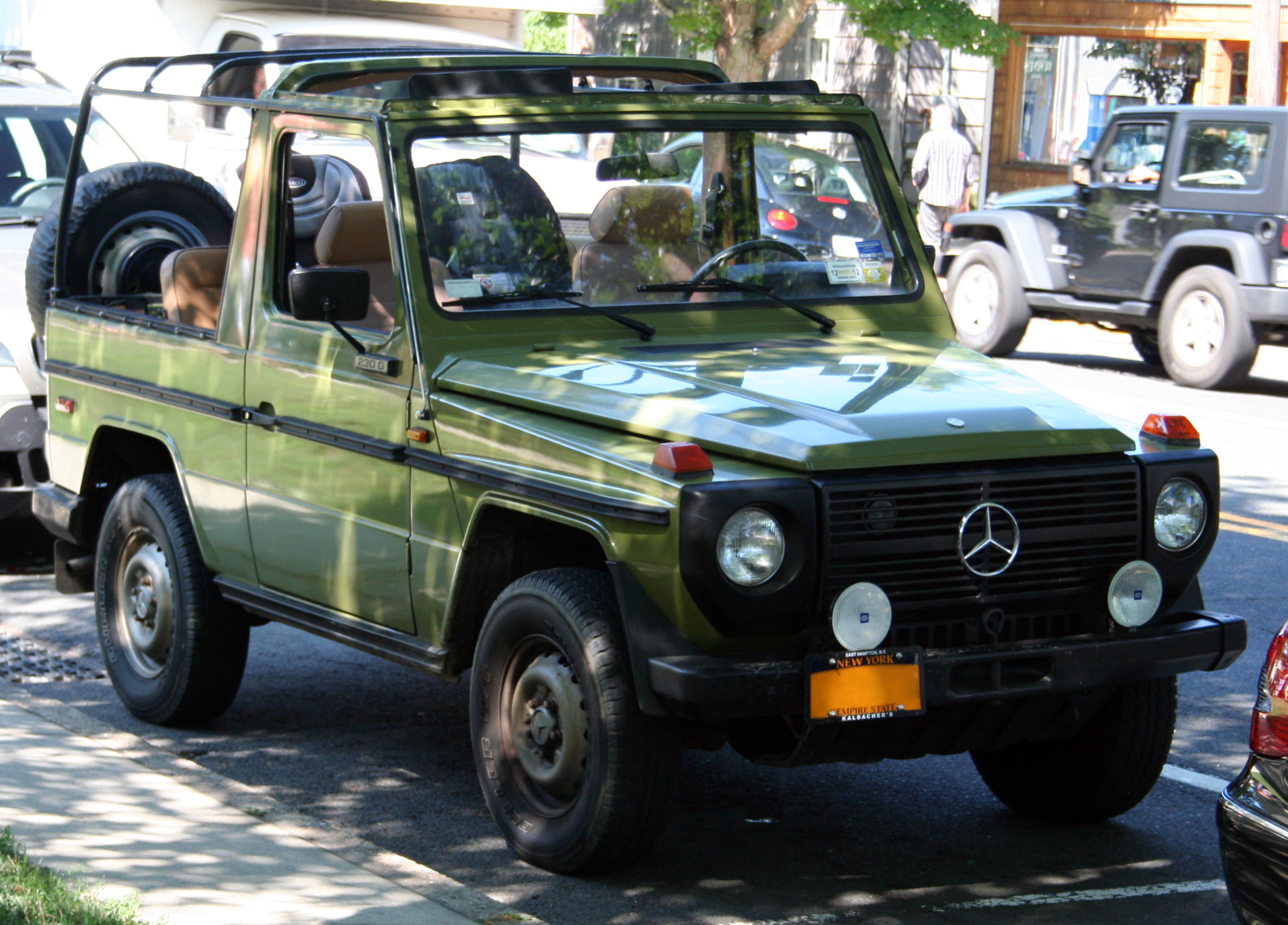
Mercedes-Benz W460 Cabrio

Производство 460 серии было завершено в августе 1991 года с выпуском моделей 230 GE и 250 GD. Тогда же состоялась презентация серии W461 — специальной военной модели, которая выпускалась до 2001 года. Данный автомобиль был предназначен для особых условий эксплуатации и приобретался в основном военными, спецслужбами и прочими государственными структурами. Модель находилась (и находится по сей день) на службе в армиях более чем 20 странах мира, таких как Германия, Швейцария, Канада, Австралия, Египет и так далее. Военные из США закупили около тысячи автомобилей 461 серии, так как HMMWV не помещался в вертолёт CH-53. W461 выпускался в длиннобазном и короткобазном вариантах, а также в кузове кабриолет с брезентовым верхом. Основная целевая аудитория — юридические лица; продажа физическим лицам ограничена — для покупки автомобиля необходим «сертификат конечного потребителя» (доказательство потребности в данном транспортном средстве).
Визуальными отличиями модели W461 от гражданской версии второго поколения G-класса, W463, являются: узкий стальной передний бампер без противотуманных фар (могут опционально крепиться сверху бампера под основными фарами), металлическая решётка радиатора (у модели W463 решётка пластиковая), резиновые очки фар изменённой формы (у модели W463 очки квадратные и пластиковые), узкие металлические водостоки на рамке лобового стекла, зеркала грузового типа без указателей поворотов, изменённый щиток приборов, отсутствие деревянных вставок в приборной панели, тоннель между передними креслами, механические стеклоподъёмники, отсутствие люка в крыше, резиновые молдинги на дверях и крыльях, резиновые расширители крыльев, узкий стальной, разделённый на две части, задний бампер, а также иное расположение номерного знака.

#### Второе поколение (W463, 1990—2018)

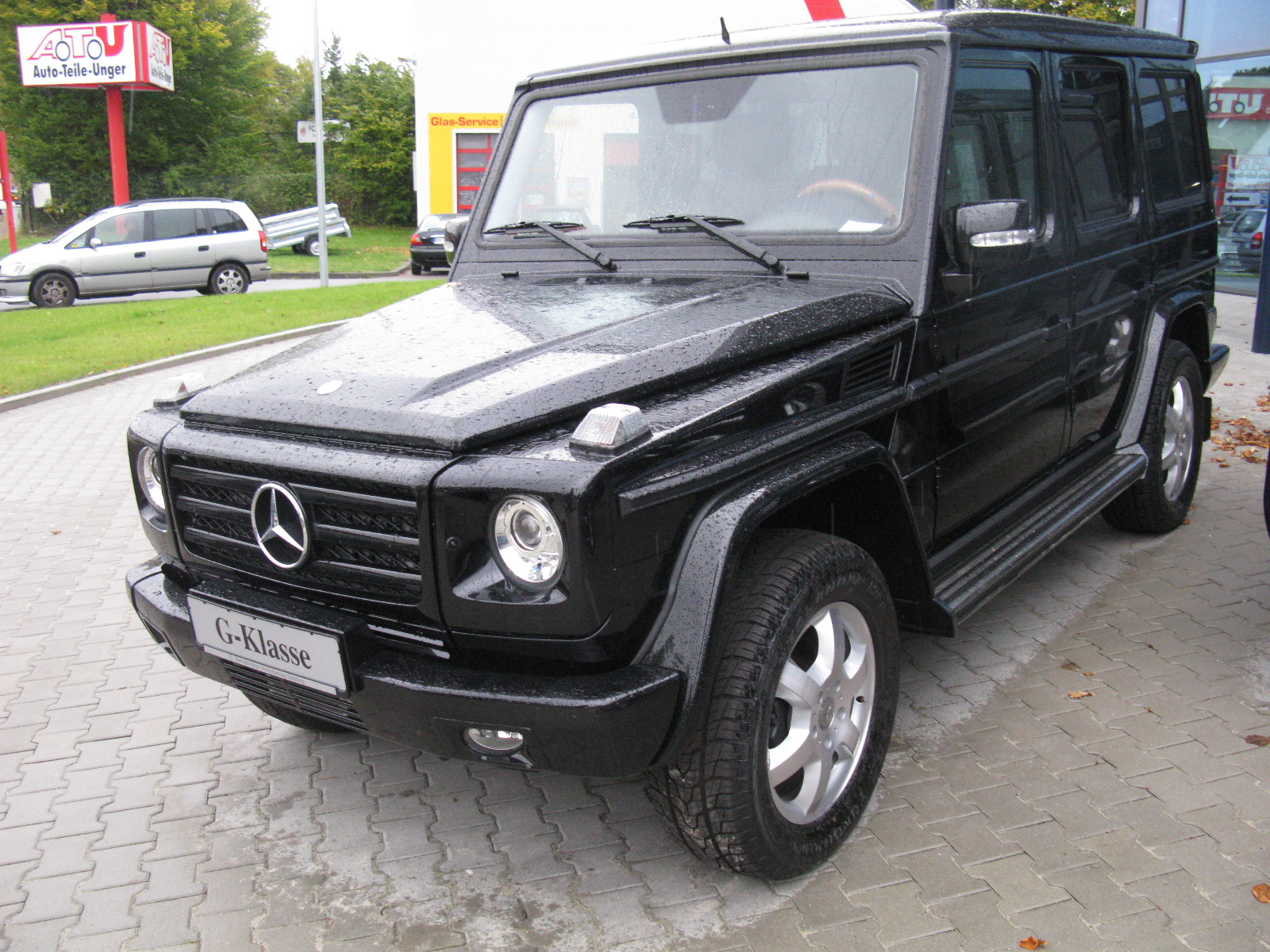
Mercedes-Benz W463

В 1990 году на автосалоне во Франкфурте было представлено новое поколение G-класса — автомобиль Mercedes-Benz W463. В этом же году было налажено и производство новой модели. Начальный модельный ряд состоял из модификаций 230 GE, 300 GE, 250 GD и 300 GD. Интерьер нового G-класса был полностью обновлён и получил деревянные вставки и кожаную обивку. Всего в 1990 году было произведено 12 103 автомобиля 463 серии.
В 1992 году дебютировал новый 2,9-литровый турбодизельный двигатель. На автомобили 463 серии начали устанавливать круиз-контроль, чехол запасного колеса из нержавеющей стали, в отделке салона появилось дерево. В этом же году был выпущен 100-тысячный автомобиль.
В 1993 году была выпущена модификация 500GE с двигателем V8 мощностью 241 л. с., который уже устанавливали ранее на легковые модели 500 SE/SEL/SEC. Автомобиль оснащался АКПП и катализатором, в оформлении интерьера присутствовали кожаные сиденья с подогревом, отделка «под дерево» центральной консоли, электрическая крыша. Экстерьер отличался специальной окраской кузова Amethyst blue, а также порогами из нержавеющей стали. Модель 500 GE оснащалась только двумя блокировками дифференциалов (межосевого и заднего). Всего было выпущено 500 экземпляров. В этом же году компания изменила корпоративную индексацию торговой марки Mercedes-Benz. В серии W463 буква «G», указывающая на тип автомобиля, была переставлена перед цифровым обозначением. Соответственно, модель 300 GE стала именоваться G 300, а модификация 350 GD получила обозначение G 350 TD.

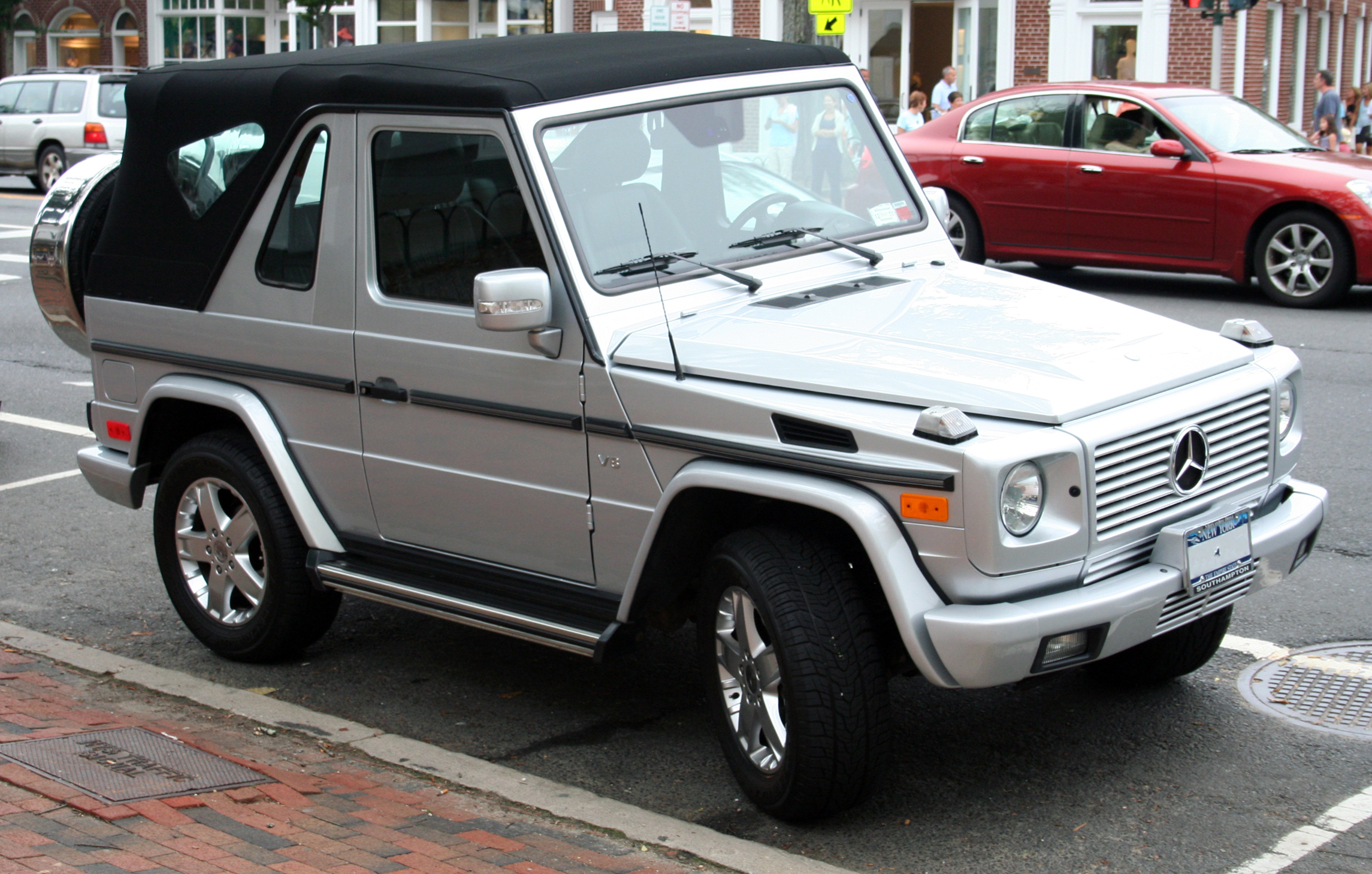
Mercedes-Benz G500 Cabrio

В 1994 году произошла модернизация 463-й серии: на передние колёса установили дисковые вентилируемые тормоза, в двери интегрировали центральную блокировку замков, автомобиль оснастили иммобилайзером. Стартовал выпуск модификации G 320. В 1996 году был представлен кабриолет с электрогидравлическим приводом мягкого верха и турбодизельная модификация G 300 Turbodiesel с двигателем OM606. Надувные подушки безопасности вошли в стандартное оснащение внедорожника.
В 1997 году на модель G 320 установили новый силовой агрегат V6 M112 вместо старого M104 в компоновке I6. В это же время была представлена новая модификация с 2,9-литровым турбодизельным двигателем — G 290 GD. В сентябре того же года вышла новая модификация G 500 (1998 модельный год).
Весной 1999 года топовая модификация G 500 получила обновление, в которое вошли такие элементы, как руль с кнопками и прямоугольный, более информативный дисплей на приборной панели. Поменялось расположение клавиш на панели приборов. Кроме того, была представлена модификация G 500 Classic со всеми отличительными особенностями стандартной модели, но окрашенная в тёмно-вишнёвый цвет.
В 2000 году компания обновила салон автомобиля. В результате внедорожник получил новую обшивку дверей, блок мультимедиа Command, а кнопки блокировок дифференциалов перенесли выше между передними воздуходувами. Стартовал выпуск модели G 400 CDI с турбированными двигателями OM628, оснащёнными системой Common Rail. После приобретения концерном DaimlerChrysler тюнингового ателье AMG была представлена высокопроизводительная версия внедорожника G55 AMG с двигателем V8 мощностью 354 л. с..

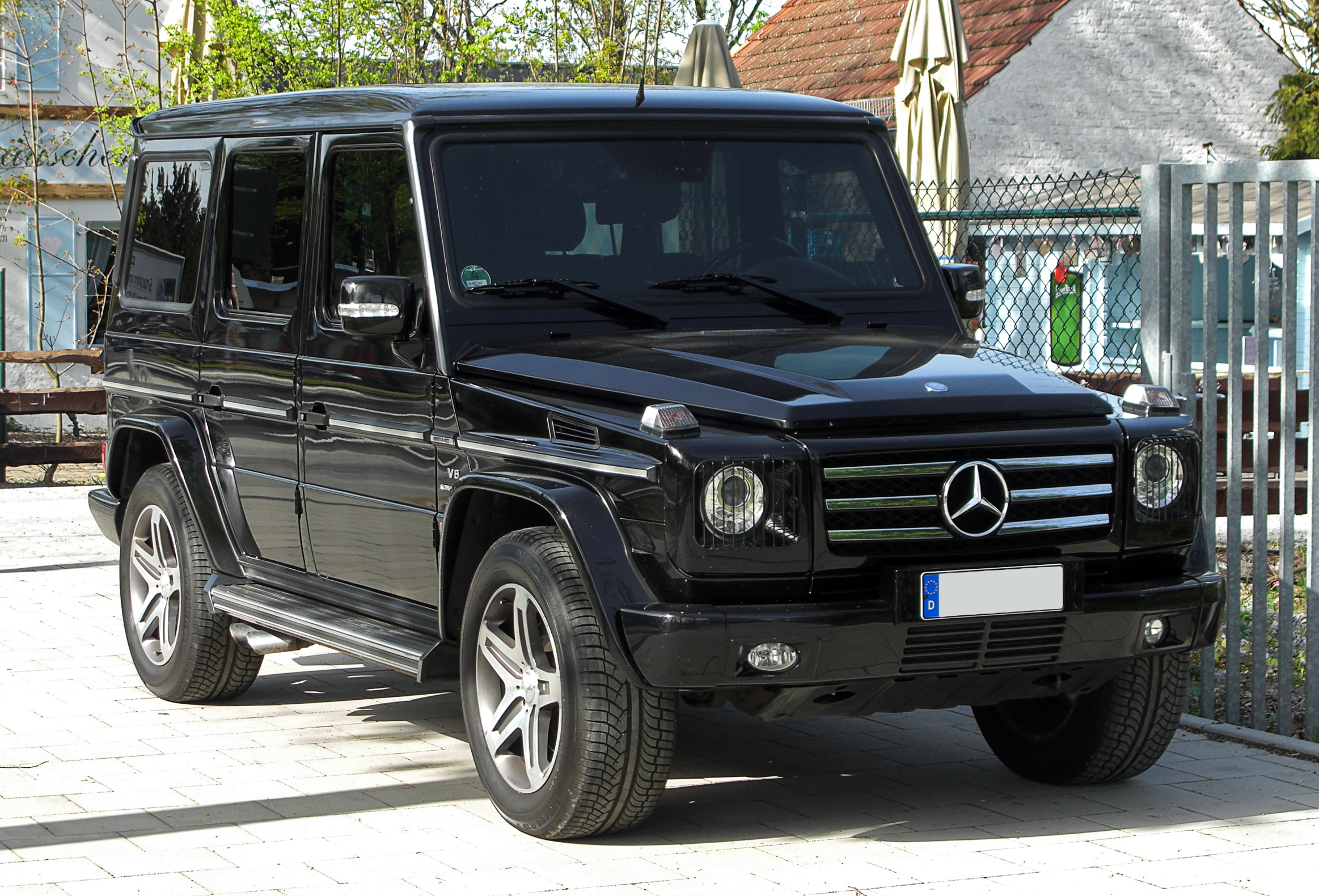
Mercedes-Benz G 55 AMG

В 2001 году компания вновь провела рестайлинг модели. Изменения коснулись приборной панели (установлен многофункциональный руль и новая приборная доска) и коробки передач (автоматическая коробка передач с функцией Tiptronic). На автомобиль установили климат-контроль, датчик дождя, тонированные задние стекла у моделей с двигателем м 113.962 (296л.с.) и CD-чейнджер на 7 компакт дисков в багажном отсеке. Внешние изменения коснулись белых рассеивателей указателей поворотов и задних фонарей. Появилась новая версия модельного ряда — G 270 CDI. Через год состоялась премьера новой версии G 55 AMG с атмосферным двигателем, скорость разгона которого от 0 до 100 км/ч составляла 7,4 секунды. Изменения коснулись и управляющей электроники. С весны 2002 года в список стандартного оснащения вошли электронная система стабилизации ESP и система помощи при экстренном торможении Brake Assist. Также автомобиль оснастили противобуксовочной системой 4-ETS, имитирующей блокировку межосевого и двух межколёсных дифференциалов.
В 2004 году состоялась премьера G 55 AMG, оснащённого двигателем с компрессором, мощность которого составляла 476 лошадиных сил. Время разгона автомобиля от 0 до 100 км/ч уменьшилось до 5,6 сек.
В конце 2006 года был проведён рестайлинг передней оптики внедорожника (впервые установлены биксеноновые фары), противотуманных фар и задних фонарей, приборной панели и системы мультимедиа COMAND. Компания представила модель 2007 года на моторшоу в Париже в сентябре 2006. В моторной гамме G-класса также произошли изменения: мощность G55 K AMG была увеличена с 476 до 500 л. с. (370 кВт).
В 2009 компания вновь обновила внешний вид радиаторной решётки и колёсных дисков.
В 2012 году концерн Daimler AG провёл очередной рестайлинг модельного ряда. В это же время состоялась премьера новой высокопроизводительной версии G 63 AMG мощностью более 500 лошадиных сил. Время разгона от 0 до 100 км/ч составило 5,4 секунды. Кроме того, серия пополнилась топовой версией G 65 AMG с битурбированным V12 двигателем рабочим объёмом 6 литров, мощность которого составила более 600 л. с.. В 2013 году модельный ряд внедорожников G-класса пополнился автомобилем с колёсной формулой 6 × 6.

#### Третье поколение (W463 MOPF)
В 2016 году появилась информация, согласно которой компания Mercedes-Benz приступила к разработке внедорожника нового поколения, который при сохранении узнаваемой внешней стилистики получит расширенный кузов, переработанное шасси, измененный интерьер и современные технологии. В январе на автосалоне в Детройте публике был представлен новый G-класс, который внешне сохранил свой фирменный облик. Представители компании определяют модель не как новую, а как глубокий рестайлинг. Первые автомобили покупатели должны получить летом 2018 года, пока объявлена к выпуску только бензиновая версия G500.

## Модели и технические характеристики

### W460
| Модель | Двигатель | Конфигурация | Рабочий объём | Мощность                                  | Годы производства |
| ------ | --------- | ------------ | ------------- | ----------------------------------------- | ----------------- |
| 230 G  | M115      | R4           | 2,3 л         | 66 кВт (90 л. с.) / 75 кВт (102 л. с.)    | 1979–1982         |
| 200 GE | M102      | R4           | 2,0 л         | 80 кВт (113 л. с.) / 85 кВт (116 л. с.)   | только экспорт    |
| 230 GE | M102      | R4           | 2,3 л         | 90 кВт (122 л. с.) / 92 кВт (125 л. с.)   | 1982–1992         |
| 280 GE | M110      | R6           | 2,8 л         | 110 кВт (150 л. с.) / 115 кВт (156 л. с.) | 1979–1990         |
| 240 GD | OM616     | R4-дизель    | 2,4 л         | 53 кВт (72 л. с.)                         | 1979–1987         |
| 250 GD | OM602     | R5-дизель    | 2,5 л         | 62 кВт (84 л. с.)                         | 1987–1992         |
| 300 GD | OM617     | R5-дизель    | 3,0 л         | 65 кВт (88 л. с.)                         | 1979–1990         |

### W461
| Модель                       | Двигатель | Конфигурация   | Рабочий объём | Мощность            | Годы производства      |
| ---------------------------- | --------- | -------------- | ------------- | ------------------- | ---------------------- |
| 230 GE / G 230               | M102      | R4             | 2,3 л         | 93 кВт (126 л. с.)  | 1992–2001              |
| 290 GD / G 290 DIESEL        | OM602     | R5-дизель      | 2,9 л         | 70 кВт (95 л. с.)   | 1992–1997              |
| 290 GD T / G 290 TURBODIESEL | OM602     | R5-турбодизель | 2,9 л         | 88 кВт (120 л. с.)  | 1998–2001              |
| G 270 CDI Worker             | OM612     | R5-турбодизель | 2,7 л         | 115 кВт (156 л. с.) | для военных: 2001–2006 |
| G 280 CDI Worker             | OM642     | V6-турбодизель | 3,0 л         | 135 кВт (184 л. с.) | для военных: с 2007    |
| G 280 CDI Edition 30 PUR     | OM642     | V6-турбодизель | 3,0 л         | 135 кВт (184 л. с.) | 2009                   |
| G 280/300 CDI Professional   | OM642     | V6-турбодизель | 3,0 л         | 135 кВт (184 л. с.) | 2010–2013              |

### W462 (модификацияELBO)
| Модель     | Двигатель | Конфигурация | Рабочий объём | Мощность          |
| ---------- | --------- | ------------ | ------------- | ----------------- |
| G 230/24   | M102      | R4           | 2,3 л         | 93 кВт (125л. с.) |
| G 290GD/28 | OM602     | R5-дизель    | 2,9 л         | 70 кВт (95 л. с.) |

### W463
| Бензиновые                      | Бензиновые | Бензиновые    | Бензиновые    | Бензиновые                                                             | Бензиновые            | Бензиновые              | Бензиновые                            |
| Модель                          | Двигатель  | Конфигурация  | Рабочий объём | Мощность                                                               | Максимальная скорость | Скорость разгона, 0-100 | Годы производства                     |
| ------------------------------- | ---------- | ------------- | ------------- | ---------------------------------------------------------------------- | --------------------- | ----------------------- | ------------------------------------- |
| 200 GE                          | M102       | R4            | 1997 см3      | 85 кВт (116 л. с.) 80 кВт (113 л. с.)                                  |                       |                         | только экспорт                        |
| 230 GE / G 230                  | M102       | R4            | 2298 см3      | 93 кВт (126 л. с.) при 5000 об/мин                                     | 145 км/ч              | 17,1 с                  | 1990–1995                             |
| 300 GE / G 300                  | M103       | R6            | 2960 см3      | 125 кВт (170 л. с.) при 5500 об/мин                                    | 165 км/ч              | 14,6 с                  | 1990–1994                             |
| 500 GE                          | M117       | V8            | 4966 см3      | 176 кВт (240 л. с.)                                                    |                       |                         | 1993 (ограниченное издание)           |
| 500 GE 6.0 AMG                  | M117       | V8            | 6,0 л         | 243 кВт (331 л. с.)                                                    |                       |                         | 1993 (модификации на базе 500 GE)     |
| G 320                           | M104       | R6            | 3199 см3      | 154 кВт (210 л. с.) при 5500 об/мин                                    | 175 км/ч              | 12,0 с                  | 1994–1998                             |
| G 36 AMG                        | M104       | R6            | 3,6 л         | 200 кВт (272 л. с.)                                                    |                       |                         | 1994–1998 (модификации на базе G 320) |
| G 320                           | M112       | V6            | 3199 см3      | 158 кВт (215 л. с.) при 5600 об/мин                                    | 173 км/ч              | 10,9 с                  | 1998–2005                             |
| G 500                           | M113       | V8            | 4966 см3      | 218 кВт (297 л. с.) ab 2007 320Ps при 5500 об/мин                      | 220 км/ч              | 6,9 с                   | 1999–2007                             |
| G 500                           | M273       | V8            | 5461 см3      | 285 кВт (388 л. с.) при 6000 об/мин                                    | 210 км/ч              | 6,1 с                   | 2007–2015                             |
| G 500                           | M176       | V8-битурбо    | 3982 см3      | 310 кВт (422 л. с.) при 5250–5500 об/мин                               | 210 км/ч              | 5,9 с                   | с 2015                                |
| G 500 4x42                      | M176       | V8-битурбо    | 3982 см3      | 310 кВт (422 л. с.) при 5250–5500 об/мин                               | 210 км/ч              | 7,4 с                   | с 2015                                |
| G 55 AMG                        | M113       | V8            | 5439 см3      | 260 кВт (354 л. с.) при 5500 об/мин                                    | 209 км/ч              |                         | 1999–2004                             |
| G 55 AMG                        | M113       | V8-Kompressor | 5439 см3      | 350 кВт (476 л. с.)                                                    | 210 км/ч              | 5,6 с                   | 2004–2006                             |
| G 55 AMG                        | M113       | V8-Kompressor | 5439 см3      | 368 кВт (500 л. с.)                                                    | 210 км/ч              | 5,5 с                   | 2006–2008                             |
| G 55 AMG                        | M113       | V8-Kompressor | 5439 см3      | 373 кВт (507 л. с.)                                                    | 210 км/ч              | 5,5 с                   | 2008–2012                             |
| G 63 AMG                        | M137       | V12           | 6208 см3      | 326 кВт (444 л. с.)                                                    |                       |                         | 2002–2003 (небольшая серия)           |
| G 63 AMG                        | M157       | V8-битурбо    | 5461 см3      | 400 кВт (544 л. с.) при 5500 об/мин                                    | 210 км/ч              | 5,4 с                   | 2012–2015                             |
| G 63 AMG                        | M157       | V8-битурбо    | 5461 см3      | 420 кВт (571 л. с.) при 5500 об/мин                                    | 210 км/ч              | 5,4 с                   | с 2015                                |
| G 63 AMG 6×6                    | M157       | V8-битурбо    | 5461 см3      | 400 кВт (544 л. с.) при 5500 об/мин                                    | 160 км/ч              | 7,9 с                   | Малая серия                           |
| G 65 AMG                        | M279       | V12-битурбо   | 5980 см3      | 450 кВт (612 л. с.) при 4300 об/мин                                    | 230 км/ч              | 5,3 с                   | 2012–2015                             |
| G 65 AMG                        | M279       | V12-битурбо   | 5980 см3      | 463 кВт (630 л. с.) при 5000–5300 об/мин                               | 230 км/ч              | 5,3 с                   | с 2015                                |
| Дизельные                       |            |               |               |                                                                        |                       |                         |                                       |
| 250 GD                          | OM602      | R5            | 2,5 л         | 69 кВт (94 л. с.)                                                      | 132 км/ч              | 23,1 с                  | 1990–1992                             |
| 300 GD / G 300 DIESEL           | OM603      | R6            | 2996 см3      | 83 кВт (113 л. с.) при 4600 об/мин                                     | 138 км/ч              | 21,7 с                  | 1990–1994                             |
| 350 GD T / G 350 TURBODIESEL    | OM603      | R6-турбо      | 3449 см3      | 100 кВт (136 л. с.) при 4000 об/мин 165 л. с. с интеркулером от Brabus | 145 км/ч              | 16,0 с                  | 1992–1997                             |
| G 300 TURBODIESEL               | OM606      | R6-турбо      | 2996 см3      | 130 кВт (177 л. с.) при 4400 об/мин                                    | 164 км/ч              | 14,2 с                  | 1997–2001                             |
| G 270 CDI                       | OM612      | R5-турбо      | 2685 см3      | 115 кВт (156 л. с.) при 3800 об/мин                                    | 160 км/ч              | 13,2 с                  | 2002–2006                             |
| G 320 CDI / G 350 CDI с 09/2009 | OM642      | V6-турбо      | 2987 см3      | 165 кВт (224 л. с.)                                                    | 177 км/ч              | 8,8 с                   | 2006–2010                             |
| G 350 BlueTEC                   | OM642      | V6-турбо      | 2987 см3      | 155 кВт (211 л. с.) при 3400 об/мин                                    | 175 км/ч              | 9,1 с                   | 2010–2015                             |
| G 350d                          | OM642      | V6-турбо      | 2987 см3      | 180 кВт (245 л. с.) при 3600 об/мин                                    | 192 км/ч              | 8,8 с                   | с 2015                                |
| G 400 CDI                       | OM628      | V8-битурбо    | 3996 см3      | 184 кВт (250 л. с.) при 4000 об/мин                                    | 184 км/ч              | 9,9 с                   | 2001–2005                             |

## Специальные выпуски автомобиля

### G 500 Edition 30
В честь 30-летия автомобиля была выпущена ограниченным тиражом юбилейная версия «G 500 Edition 30». Автомобиль оснащен дополнительным набором опций: окраска «платиновый чёрный», кожаная обивка одноцветная «шабли» или двухцветная «классическая красная», отделка салона деревом, легкосплавные 18" диски и логотип Edition 30 на кузове и в салоне. Юбилейная версия производилась с июня по август 2009 года.

### BA3 Final Edition
В 2011 году в честь завершения производства короткобазной трёхдверной версии была выпущена специальная серия трёхдверных автомобилей под названием BA3 Final Edition (BA3 не имеет никакого отношения к российскому автопроизводителю АвтоВАЗ: в данном случае «3» — цифра). Доступен в двух вариантах: с шестицилиндровым дизельным двигателем G 350 BlueTEC (211 л. с.) и бензиновым G500 с мотором V8 5.5 (388 л. с.). Последняя модификация имеет решётку радиатора AMG, 18-дюймовые колёсные диски, кожаную отделку салона, а также его светодиодную подсветку. Стоимость автомобиля с дизельным двигателем составляет 90 511 евро, а с бензиновым — 100 685 евро

### Edition Select
Этот пакет стоимостью 6735 евро предназначен для пятидверной версии G 500. Edition Select включает в себя двухцветную окраску кузова и отделку интерьера, новые 18-дюймовые колёсные диски и спортивную систему выпуска AMG.

### Mercedes-Benz G 63 AMG 6x6
В 2013 году вместе с тюнинговым ателье было принято решение о выпуске коммерческой версии военного образца Mercedes-Benz G63 AMG 6x6. В сравнении с обычным «Гелендвагеном» данная версия оснащена дополнительной 3-й осью, портальными мостами, погрузочным кузовом, грузоподъёмностью 650 кг, дополнительной люстрой на крыше, дополнительным топливным баком и управлением давления в шинах. В интерьере добавлены два капитанских кресла для пассажиров второго ряда. Автомобиль комплектуется 5.5-литровым V-образным мотором на 8 цилиндров, мощностью 544 лошадиных силы и крутящим моментом 760 Нм, а также 7-ступенчатой АКПП. Эта версия имеет клиренс 460 мм и может преодолеть брод глубиной до 100 см, угол въезда на подъём — 52°, съезда — 54°.

### Mercedes-Benz G500 4x4²
Продажи Mercedes-Benz G500 4x4² стартовали в сентябре 2015 года. G500 4x4² – это подготовленный для езды по тяжелому бездорожью автомобиль, является более доступной альтернативой представленному в позапрошлом году шестиколесному G 63 AMG 6x6. Фактически это четырехколесный «Гелендваген», получивший систему полного привода, портальные мосты, двойные амортизаторы и дополнительное освещение на крыше. Автомобиль оснащается V-образным, 8-цилиндровым двигателем с двойным турбонаддувом и индексом М176, который выдает 422 л.с. и позволяет разгоняться автомобилю до 210 км/ч.Дорожный просвет новинки составляет 45 сантиметров.

### Mercedes-Maybach G650 Landaulet
В 2017 году появилась информация о выпуске первого внедорожника под торговой маркой Mercedes-Maybach — экстремального кабриолета Mercedes-Maybach G650 Laundalet, который будет построен на базе G-класса. Автомобиль планируется собирать на удлинённой платформе модели Mercedes-Benz G 500 4x4², колёсная база которой составляет 3428 мм. В задней части кузова будет установлена складная тканевая крыша. Кроме того, внедорожник получит такие же портальные мосты, мощные тормоза, блокировки всех дифференциалов, однако подвеска будет разработана заново с расчётом на комфорт. Под капотом будет установлен V12 битурбо двигатель мощностью 630 лошадиных сил.
Сообщается, что будет выпущена строго лимитированная серия, тиражом всего 99 экземпляров.

### Mercedes-Benz G63 AMG 4x4²
Mercedes-Benz G 63 AMG 4x4² имеет стандартный кузов, но с расширенными колёсными арками, светодиодной «люстрой» на крыше (может быть интегрирована в экспедиционный багажник), модифицированным креплением для большой запаски на корме и протиподкатным брусом под задним бампером. Интерьер у приподнятого внедорожника тоже стандартный, но с особой отделкой и памятными шильдиками. Автомобиль унаследовал систему полного привода, портальные мосты и двойные амортизаторы от старого Mercedes-Benz G500 4x4².  4,0-литровый V8 с заводским индексом М177 на портальном «гелике» выдаёт максимальные 585 л.с. и состыкован с 9-ступенчатым гидромеханическим «автоматом». Блокировки всех трёх дифференциалов, конечно же, сохранены. Заявленный дорожный просвет — 351 мм, максимальная глубина преодолеваемого брода — 900 мм.

## Тюнинг
Автомобили Mercedes-Benz популярны среди требовательных покупателей, и поэтому несколько компаний занимаются настройкой и доводкой автомобилей этой марки, добавляя больше мощности и комфорта автомобилям бренда.
- Mercedes-AMG — это тюнинговое подразделение концерна Daimler AG, специализирующееся на высокомощных версиях автомобилей торговой марки Mercedes-Benz.

Другие компании, когда-либо осуществлявшие тюнинг моделей G-класса: Brabus, Mansory, Hamann, Lorinser, RENNtech, Kleemann, Carlsson и другие.

## Спецзащита
Наряду с сериями S и E, G-класс представлен также в защищенном исполнении, получившем название G-Guard. Заводские средства спецзащиты обеспечивают модели G 500 Guard соответствие уровням B6 или B7, что позволяет им выдерживать обстрел из автомата Калашникова (АК) или «М16» (согласно Евронорме CEN B6/B7). Такие автомобили позиционируются как транспортные средства для политиков и представителей крупного бизнеса, которым необходима защита от террористических угроз и организованной преступности.

## В военной сфере

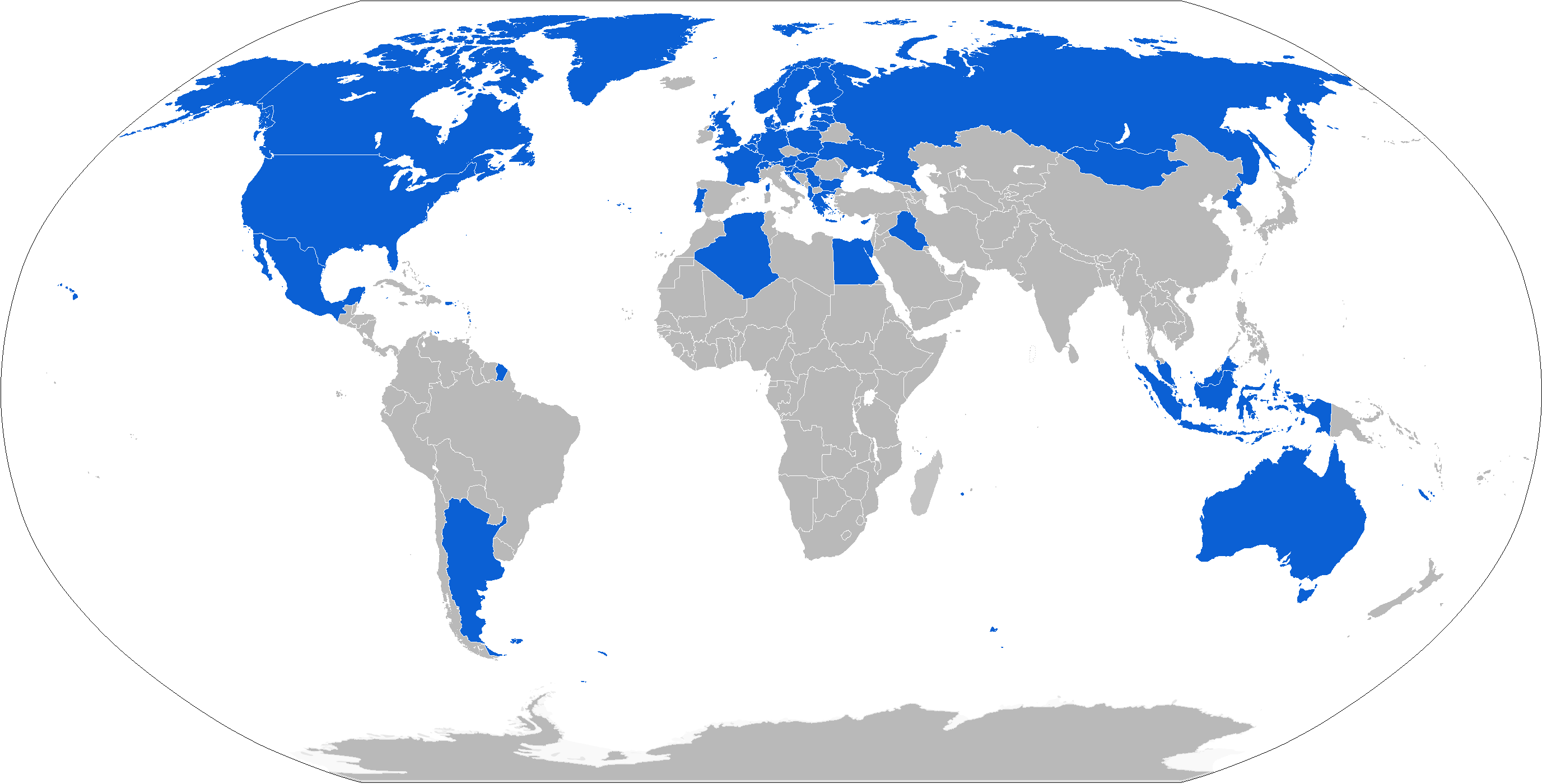
Карта стран, эксплуатирующих автомобили Mercedes-Benz G-класса для военных целей

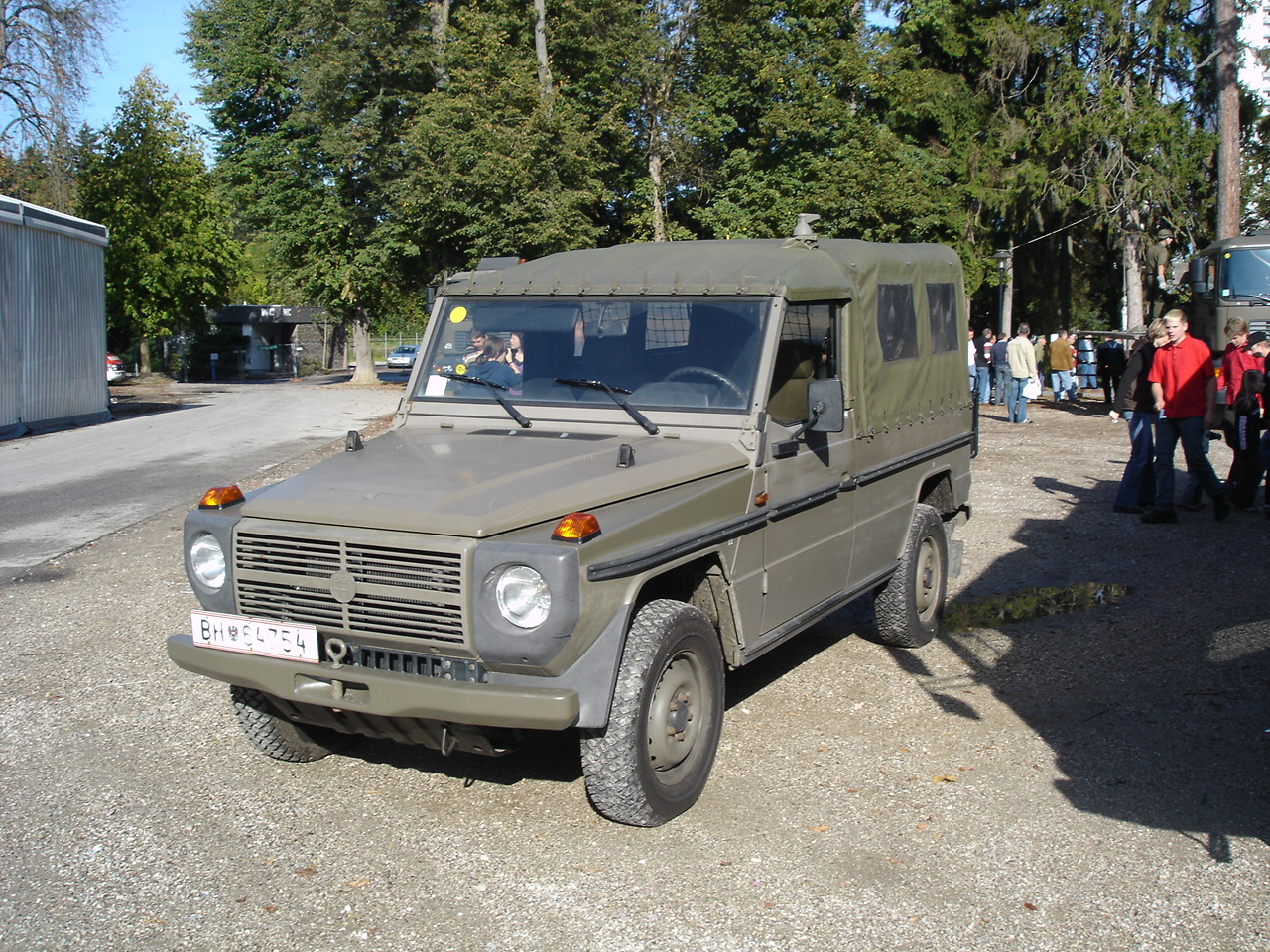
Автомобиль Puch G австрийской армии

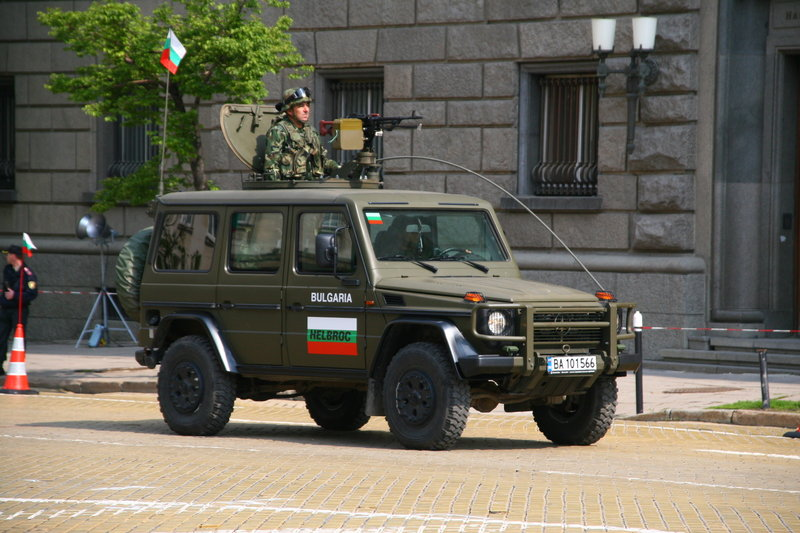
G-класс в Болгарской армии

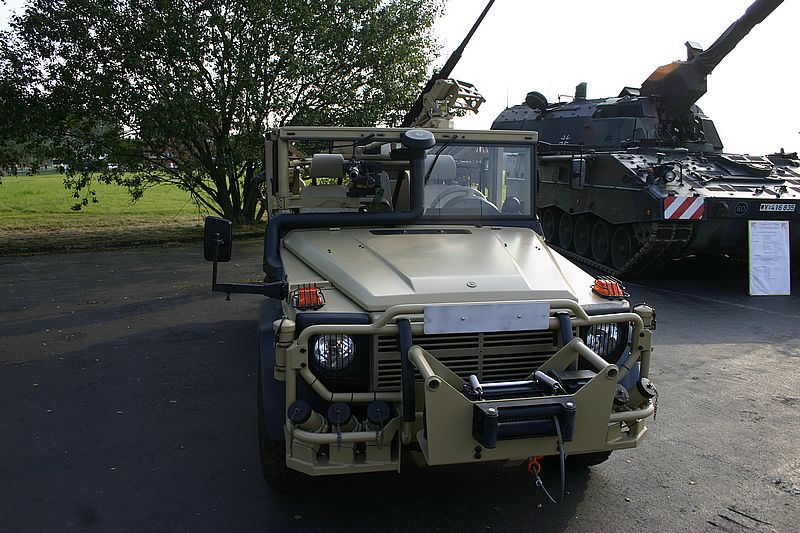
LIV (SO) Serval сил специальных операций Германии

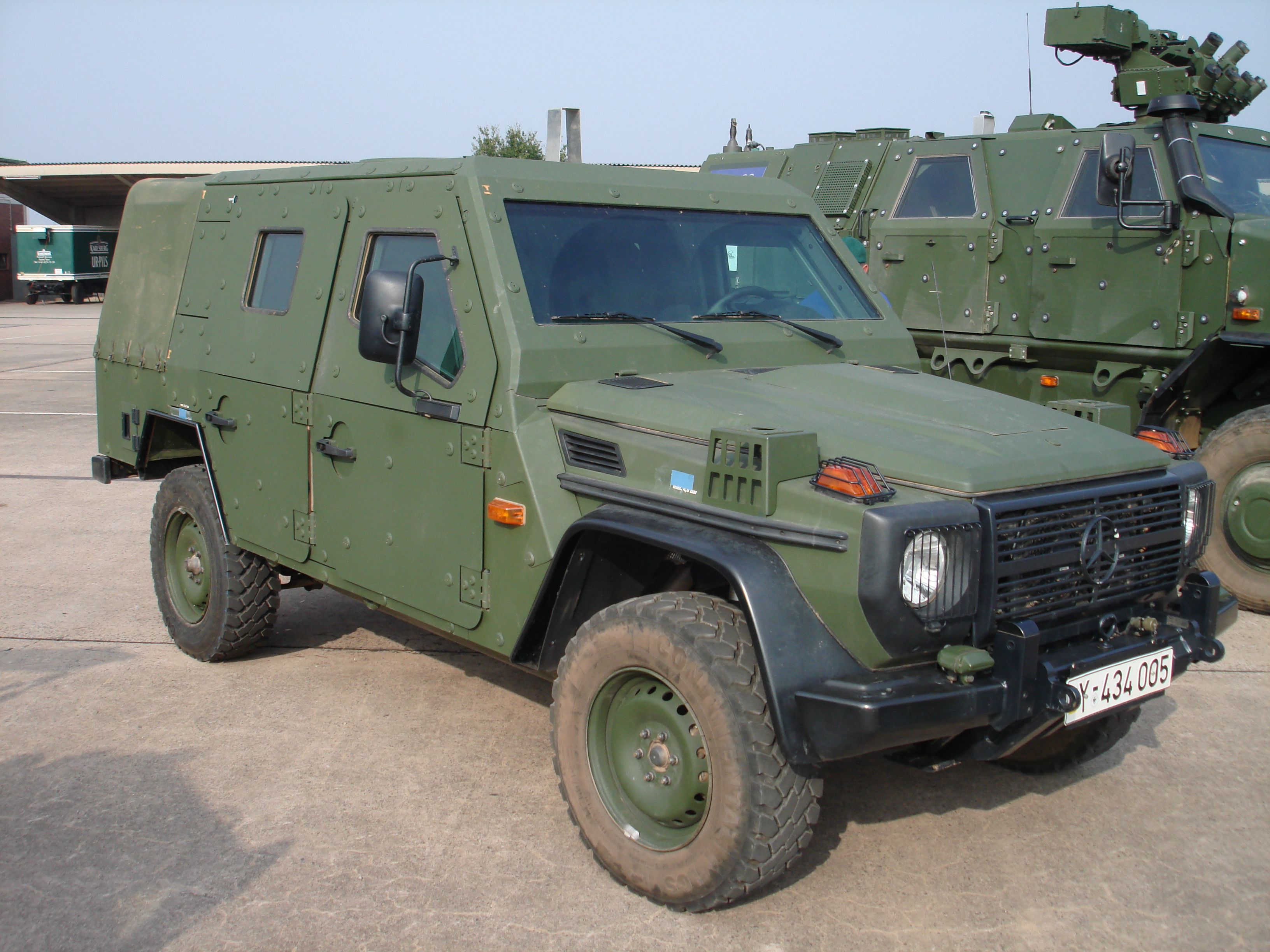
LAPV Enok немецкой армии

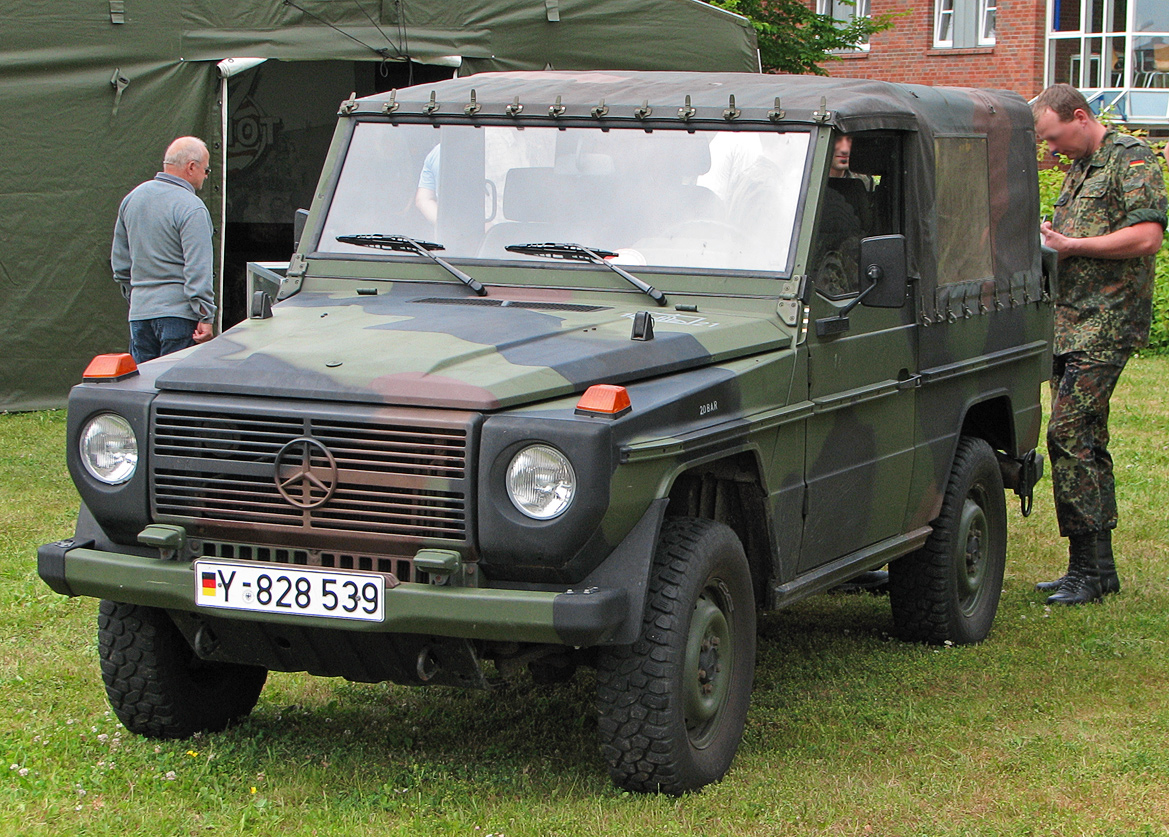
G-класс в немецкой армии

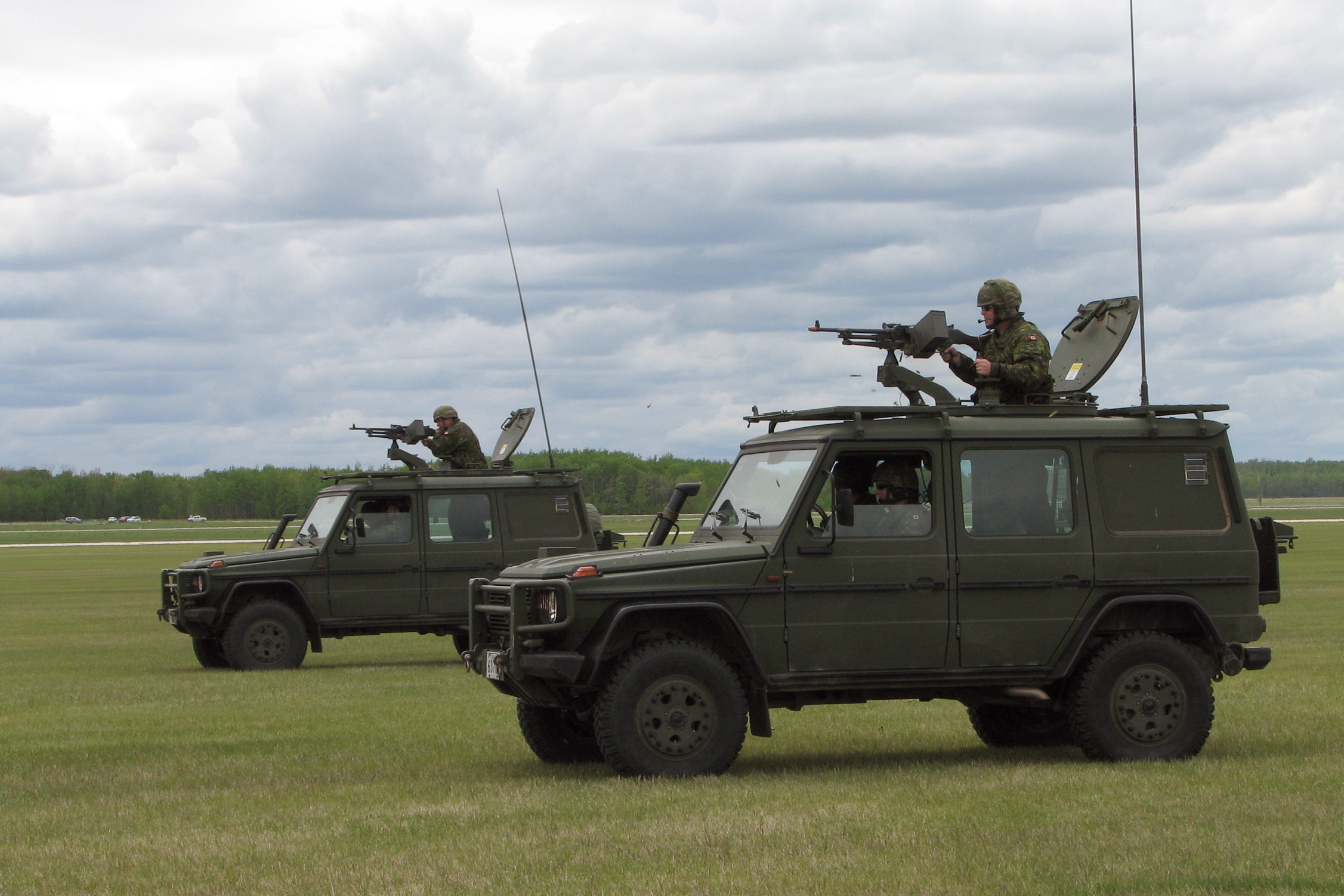
G-Wagen в Канадской армии

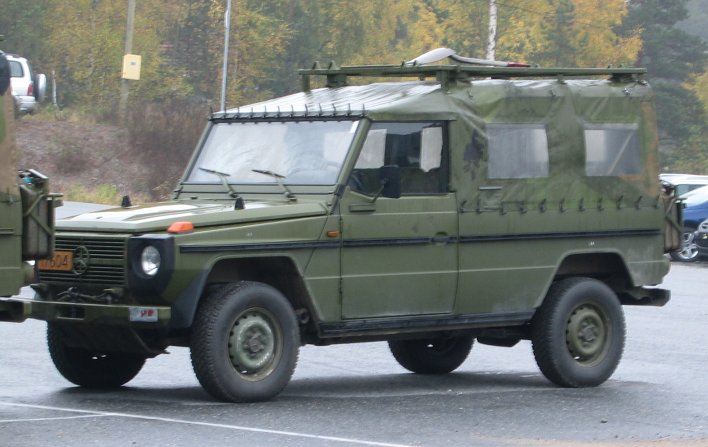
Норвежский военный автомобиль MB 240GD

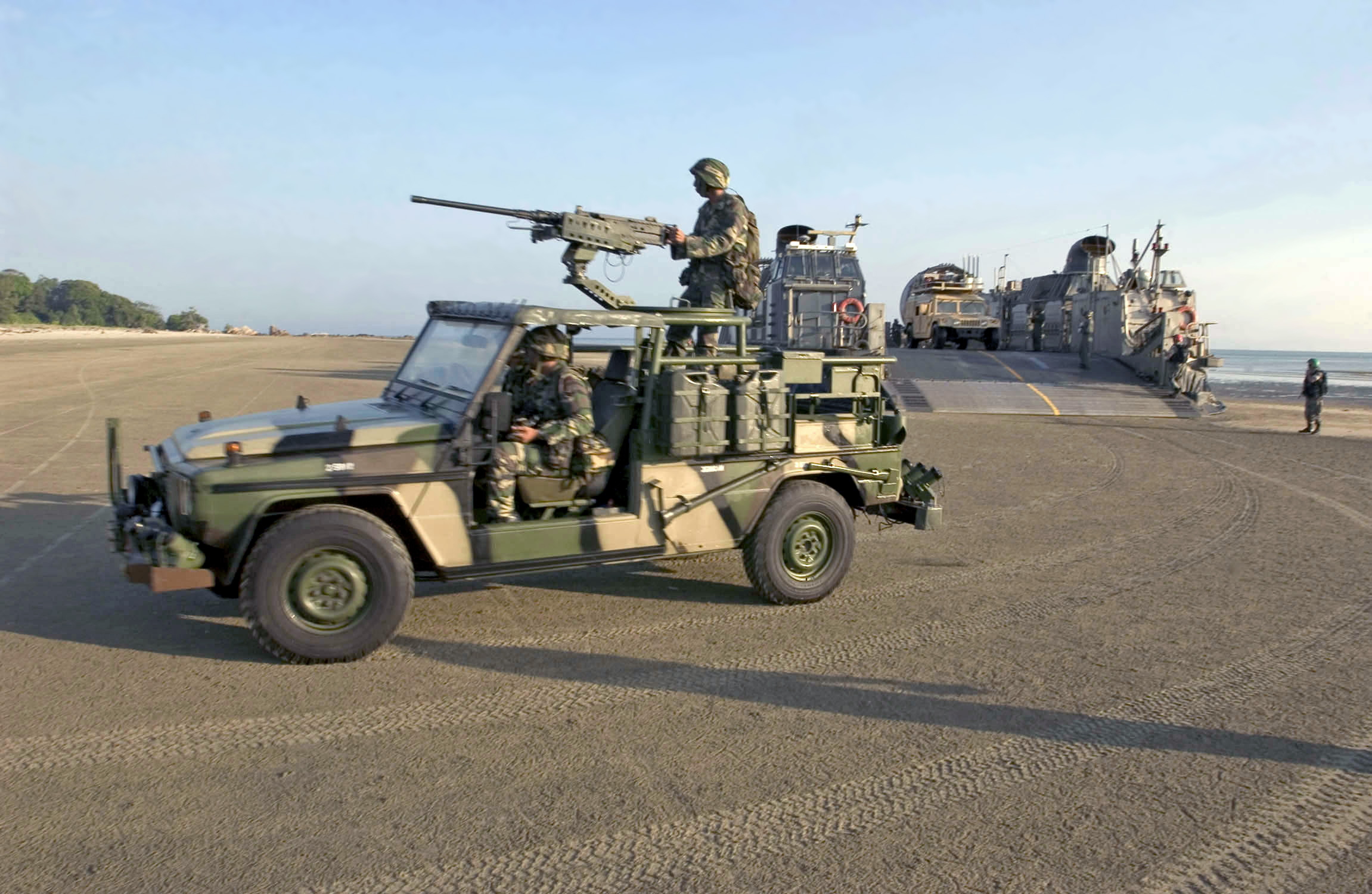
GD 290 малайзийской армии

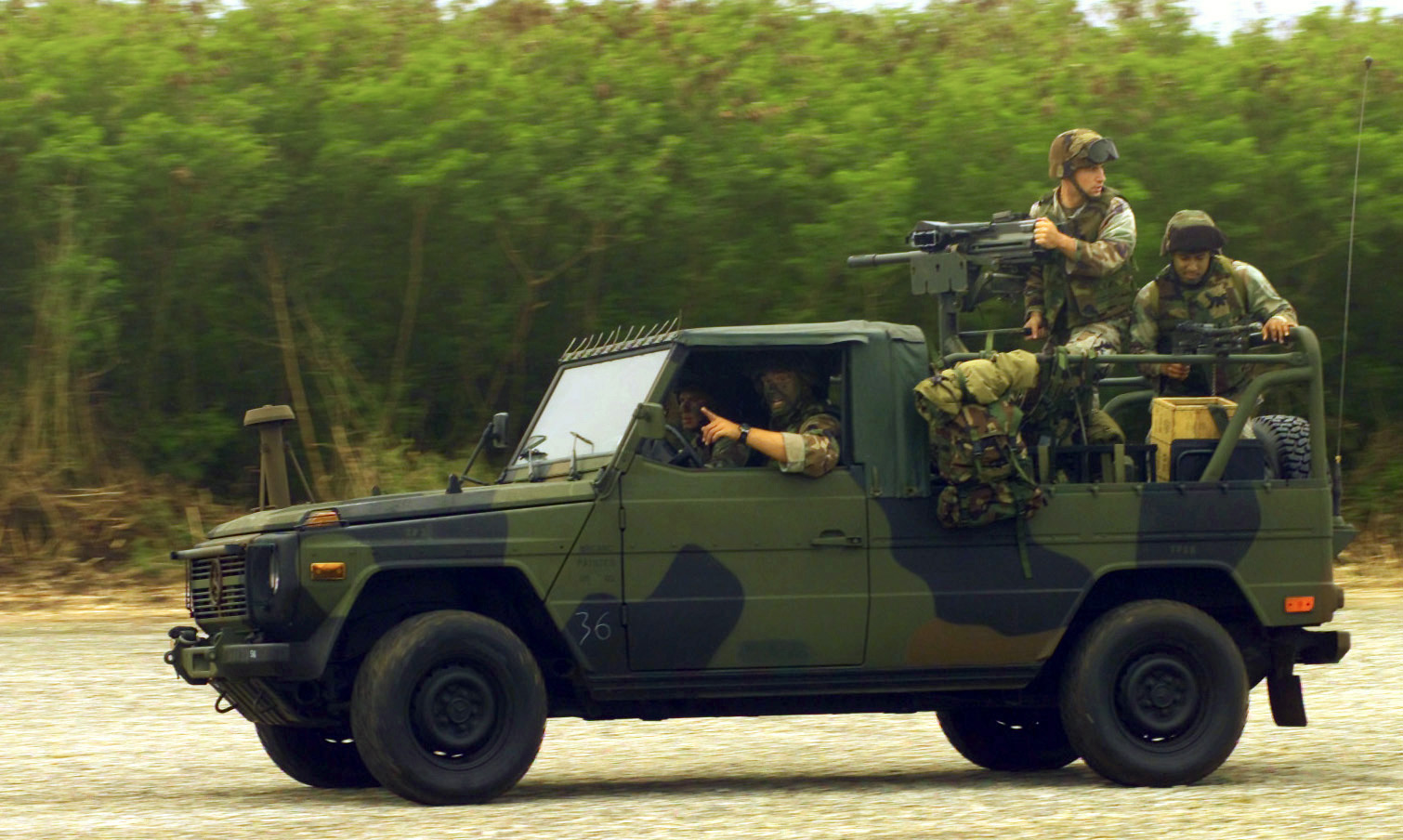
USMC IFAV

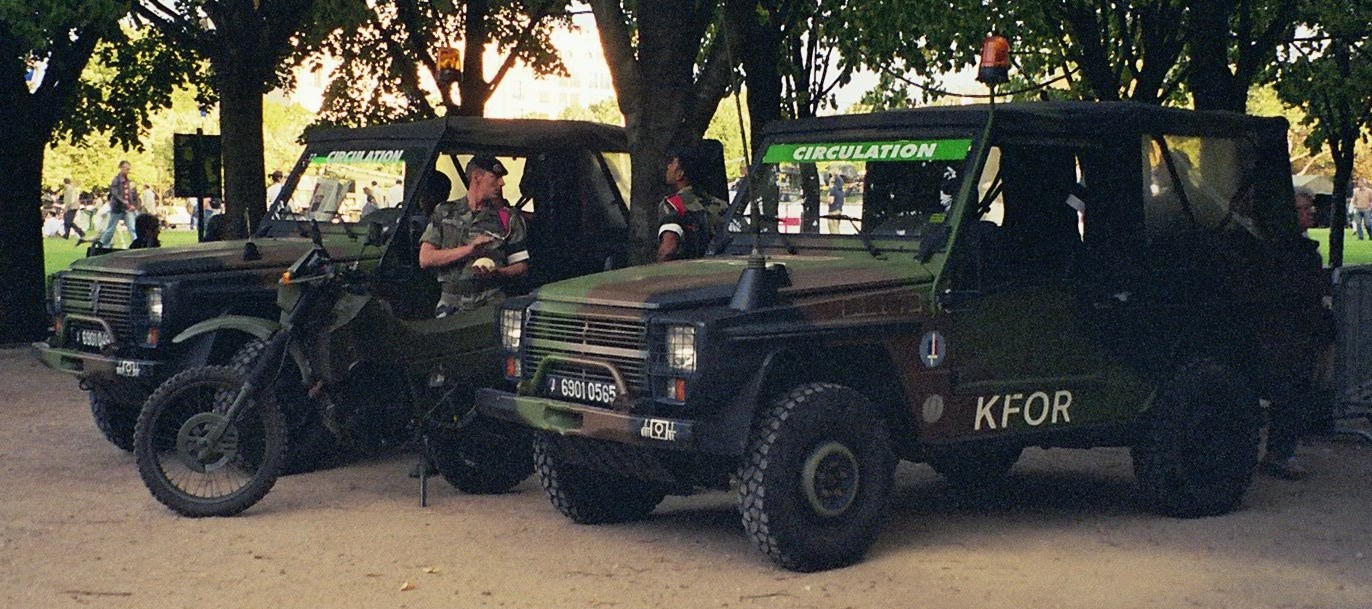
Peugeot P4 Французской армии

АлбанияС 2010 года армия Албании использует автомобили G-класса.
 АлжирС 2010 года сухопутные войска Алжира, национальная жандармерия и полиция используют модель G500 в колёсных базах 4 × 4 и 6 × 6. Большинство из этих транспортных средств собираются на заводе в Тиарете, принадлежащим Алжирской армии.
 АргентинаС 1980-х годов армия Аргентины с различными целями применяет Mercedes-Benz 230G (с короткой и длинной колёсными базами). Как минимум 900 автомобилей находятся на эксплуатации.
 АвстралияВ 2007 году компания Daimler AG выиграла тендер у сил обороны Австралии на поставку автомобилей, которые должны заменить Land Rover Perentie. В октябре 2008 года был подписан первоначальный контракт на 1200 автомобилей. 2268 автомобилей были приобретены в десяти различных модификациях, включая 6 × 6 Австралия является первым военным клиентом, который заказал шестиколёсные автомобили Mercedes-Benz.
 АвстрияНа протяжении длительного периода времени вооружённые силы Австрии использовали модели Puch G.
 БельгияПравоохранительные органы в Бельгии на протяжении длительного периода времени использовали первые модели G500.
 БолгарияВ эксплуатации вооружённых сил Болгарии находится более 600 автомобилей различных модификаций.
 ВеликобританияБританская армия использовала внедорожники G-класса в Ираке в рамках операции «Телик».
 ВенгрияНа вооружении сухопутных войск Венгрии находится более 230 моделей G-270 CDI BA 10, оснащённых лёгкой орудийной платформой UMF, и 5 моделей G-280 CDI BA6 C+R SSA FB6.
 Восточный ТиморАвтомобили G-класса также находятся на вооружении вооружённых сил Восточного Тимора.
 ГерманияВооружённые силы Германии используют автомобили G-класса под именем «волк» (англ. Wolf). Более 12 000 транспортных средств были закуплены в 50 различных модификациях, начиная от машин скорой помощи и заканчивая бронированными автомобилями, используемыми немецкими силами специальных операций. В 1970-х годах предпочтение отдавалось более дешёвой модели Volkswagen Iltis, однако впоследствии её заменили на G-класс и бронированный вариант LAPV Enok.
 ГрецияСухопутные войска, воздушные войска, военно-морской флот и правоохранительные органы Греции используют различные модификации Geländewagen 462 серии, собранные компанией ELBO.
 ДанияВооружённые силы Дании закупили автомобили Mercedes-Benz 240 GD с целью заменить M151A1, Volkswagen 181 (Jagdwagen) и Land Rover 88. Первые поставки 240 GD провели в 1985 году, а позже к ним добавились 290 GD. Несколько моделей 300 GE использовались подразделениями по обезвреживанию боеприпасов Дании. В настоящее время страна принимает поставки более 2000 автомобилей 270 CDI в нескольких модификациях, начатые ещё в 2003 году
 ЕгипетСухопутные войска Египта используют модель бронетранспортёра на базе шасси длиннобазного Mercedes-Benz G320 (4 × 4), собранная частным предприятием Kader Factory.

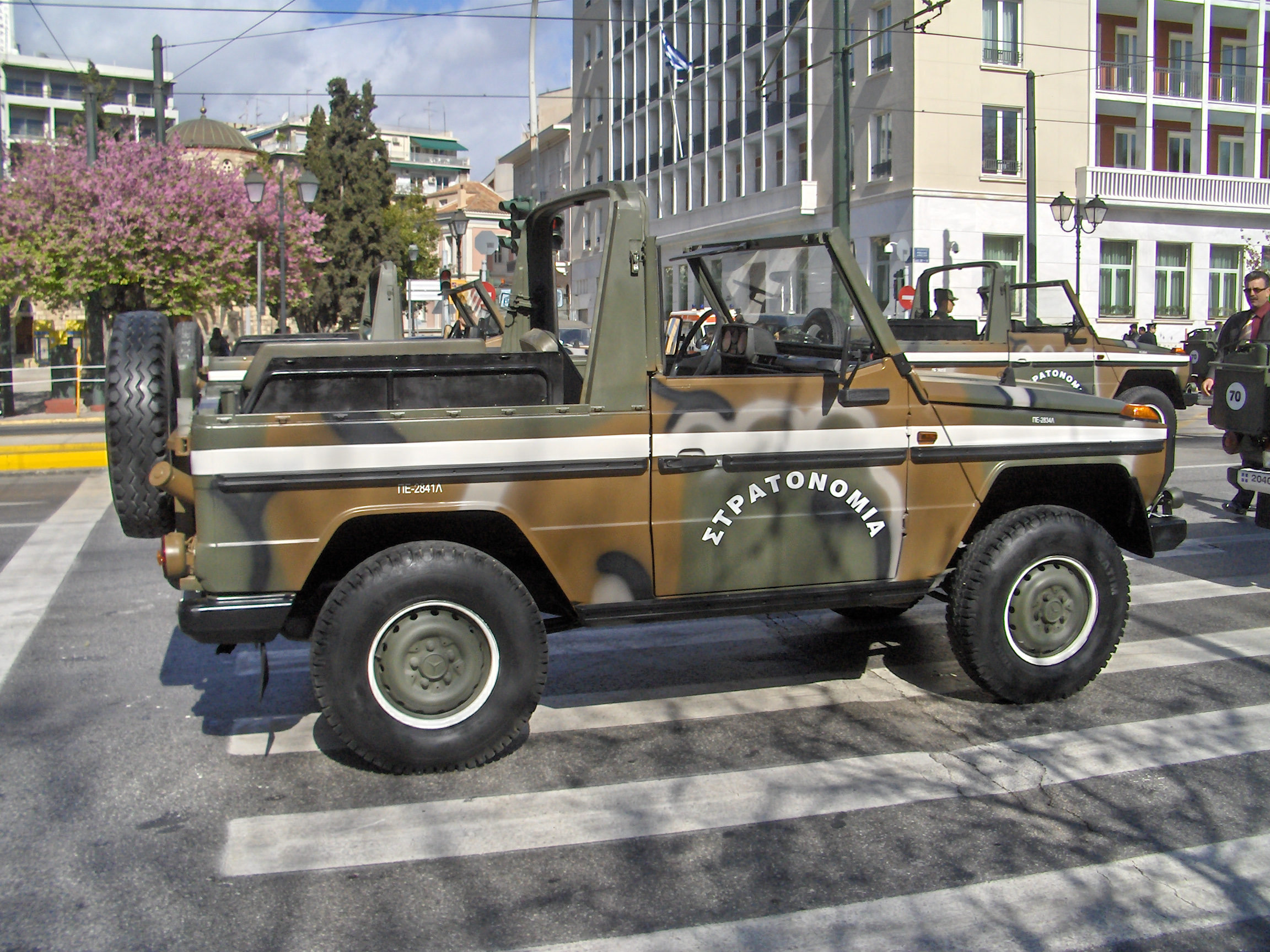
Транспортное средство греческой армии в военных цветах

 ИндияИндийские автомобили Force Motors Trax, собранные компанией Force Motors, имеют военные аналоги под именем Gurkha. Серия основана на первом поколении G-класса.
 ИндонезияИндонезийские силы безопасности президента (Paspampres) имеют в своём автопарке G-270 CDI. Для сопроводительного эскорта президента и вице-президента в 2010 году были закуплены новые модели G300 CDI.
 ИракКурдистанские Пешмерга имеют в своём распоряжении 60 автомобилей «Wolf», в том числе 20 легкобронированного типа, предназначенных для борьбы с ИГИЛ.
 Канада1159 автомобилей были заказаны Канадскими вооружёнными силами в 2003 году.
 КНДРАвтомобили G-класса корейской народной армии были замечены на военном параде в честь 65-й годовщины трудовой партии Кореи. На похоронах Ким Чен Ира катафалк сопровождался внедорожниками Mercedes-Benz
 ЛатвияСухопутные войска Латвии и Земессардзе используют различные модификации Geländewagen, включая бронированные автомобили.
 ЛитваС 2016 года вооружённые силы Литвы использует около 200 транспортных средств GD, ранее применявшихся в Голландии
 ЛюксембургВооружённые силы Люксембурга используют модификации внедорожника Geländewagen 300D.
 МалайзияНа вооружении малайзийской армии находятся автомобили Land Rover Defender и внедорожники G-класса, собранные местной фирмой DEFTECH
 МексикаМинистр обороны мексиканского военно-морского флота (SEMAR) объявил в 2008 году о контракте на закупку большого количества военной техники Mercedes-Benz для морской пехоты Мексики. По состоянию на 16 мая 2009 года военные получили 20 из 84 автомобилей G-класса.
 МонголияМинистерство обороны Монголии оперирует 10 автомобилями G-класса (Wolf), подаренными правительством Германии в 2010 году.
 НидерландыКоролевская армия Нидерландов использует различные модификации Mercedes-Benz G-класса, в большинстве своём представляющие собой модели W461 290GD и 290GD TD с механической коробкой передач. Кроме того, внедорожники компании Mercedes-Benz применяются правоохранительными органами и королевскими войсками полиции Нидерланд (последние используют модели W463).
 НорвегияАрмия Норвегии закупила 240 GD для замены автомобилей Volvo и Land Rover в середине 1980-х годов, а также 300 GD для использования в качестве машин скорой помощи. Модель 300 GD также используется в качестве транспортного средства для командного пункта и оптических датчиков систем ПВО NASAMS. В 1990-х годах были закуплены 290 GD, а в первой половине 2000-х годов были введены в эксплуатацию небольшое количество бронированных 270 CDI. На сегодняшний день военные силы используют в общей сложности 3000 автомобилей G-класса. В конвое королевской гвардии Норвегии присутствует чёрный G500 AMG с полицейскими мигалками на крыше.
 Польша96 экземпляров GD 290 и 25 290GD WD находятся на вооружении сухопутных войск Польши. 13 автомобилей GD 290 находятся на службе военной жандармерии
 ПортугалияВооружённые силы Португалии используют автомобили G-класса наряду с Toyota Landcruiser, UMM Alter и Land Rover Defender 90.
 РоссияПолиция, подразделения государственной безопасности, военные и правительственные учреждения Российской Федерации используют внедорожники G-класса. В распоряжении команды сопровождения президента и премьер-министра находятся чёрный G500 и G55 AMG.
 СербияВооружённые силы Сербии в настоящее время имеют на балансе модель Puch 300GD. Кроме того, они также используют данные автомобили в версиях 300GD33, 300GD6 и 300GD10, а для транспортировки VIP — 300GD3-LUX и 300GD6-LUX, предназначенные для доступа к зоне боевых действий.
 СингапурВооружённые силы Сингапура закупили 270 и 290 версии внедорожника в качестве вторичного военного транспортного средства в конфигурации грузовика с откидным верхом. Кроме того, на балансе армии также находятся автомобили с чрезвычайно короткой колёсной базой и откидным верхом, выступающие в роли полевых транспортных средств для полковников, командиров батальонов, а также командиров бригад и дивизий.
 СловенияВооружённые силы Словении используют Mercedes-Benz G-класс преимущественно в качестве автомобиля для транспортировки.
 Словакия5-й полк специальных операций вооружённых сил Словакии имеет в своём автопарке автомобили Mercedes Benz G-280 CDI.
 СШАБыстроходная десантная машина (англ. Interim Fast Attack Vehicle, IFAV) корпуса морской пехоты США является модификацией Mercedes-Benz Geländewagen 290. Она заменяет модифицированный джип M151 MUTT, который использовался морской пехотой как быстроходная десантная машина в 1990-е годы. Корпус морской пехоты США приобрёл 157 автомобилей IFAV, которые распределились следующим образом:
- 1-й экспедиционный корпус морской пехоты США, в/ч «Кэмп-Пендлтон», Калифорния (33);
- База морской пехоты Кэмп-Леджен, Северная Каролина (25);
- Экспедиционные силы корпуса морской пехоты, Окинава, Япония (27);
- 17-я разведывательная рота, Афганистан (22);
- 3-й разведывательный батальон, Ирак (23);
- рота военной полиции по патрулированию демилитаризованной зоны, Корея (15);
- иные формирования (12).

 ШвецияСухопутные войска Швеции используют автомобили MB 290/T (1994), MB 290GD (2000) и MB 270 CDI(2005). Военное руководство рассматривает внедорожники G-класса в качестве основного транспортного средства повышенной проходимости вооружённых сил в будущем. В 2011 году было подписано соглашение между FMV и Daimler AG о первоначальной поставке 105 моделей 300 CDI на баланс армии Швеции.
 ШвейцарияВооружённые силы Швейцарии имеют на вооружении модель 230 с мягким верхом, а также версии с жёсткой крышей, используемые в качестве точек доступа мобильной радиосвязи. Автомобили находится в эксплуатации с 1985 года и постепенно замещают джипы Виллис, лёгкие Haflinger и вездеходы Пинцгауэр. Все модификации, применяемые Швейцарской армией, не вооружены. С 2014 года компания Steyr-Daimler-Puch получила заказ на обновление моделей 230 GE на Mercedes-Benz G300 CDI 4 × 4 с жёсткой крышей.
 ФинляндияСилы обороны Финляндии используют Geländewagen в основном в качестве бронированных машин и машин скорой помощи, хотя помимо них на службе находятся и другие модели.
 ФранцияСухопутные войска Франции используют Peugeot P4, построенным на базе G-класса, но оснащённым двигателем и оборудованием от компании Peugeot.
 ХорватияХорватия закупила более 300 автомобилей для нужд собственной армии, а также 30 моделей RG-31 для операций в Афганистане. Автомобили с колёсной формулой 4 × 4 применяются в операциях по поддержанию мира и очень популярны в хорватской армии.
 ЭстонияВооружённые силы Эстонии имеют на балансе небольшое число различных автомобилей G-класса, закупленных для замены устаревших УАЗ и Volkswagen Iltis.

## Безопасность
Автомобиль Mercedes-Benz G350d прошел тест Euro NCAP в 2019 году:
| Euro NCAP                                                | Euro NCAP | Euro NCAP | Euro NCAP             |
| -------------------------------------------------------- | --------- | --------- | --------------------- |
| · общий рейтинг                                          |           |           |                       |
| 90%                                                      | 83%       | 78%       | 72%                   |
| взрослый пассажир                                        | ребёнок   | пешеход   | активная безопасность |
| Протестированная модель: Mercedes-Benz G350d, LHD (2019) |           |           |                       |